# IEEE 802.11d
Der Standard IEEE 802.11d des Institute of Electrical and Electronics Engineers (IEEE) wird auch gerne als „World Mode“ bezeichnet und regelt die technischen Unterschiede des Wireless LAN in unterschiedlichen Ländern und Regionen. Hierzu gehört unter anderem die Anzahl und die Auswahl der Kanäle, die in einem Land für die Nutzung von WLAN freigegeben sind. Ebenfalls geregelt wird die Auswahl der Basistechnologie, also ob IEEE 802.11 a, h, b oder g verwendet werden darf. Der Endbenutzer muss dank IEEE 802.11d lediglich seinen aktuellen Standort über eine Länder- bzw. Regionsauswahl spezifizieren; das Gerät arbeitet dann mit den jeweils zugelassenen Standards.